# Randish Lorenzo
Pour les articles homonymes, voir Lorenzo.
Randish Abdul Lorenzo, né le 24 mai 1997, est un coureur cycliste panaméen.

## Biographie
En 2021, Randish Lorenzo intègre l'équipe continentale Panamá es Cultura y Valores. L'année suivante, il termine notamment neuvième du Tour du Costa Rica. Il devient ensuite champion du Panama sur route en mai 2023,. 

## Palmarès et résultats

### Par année
- 2016
  - 2e du championnat du Panama sur route espoirs
- 2017
  - 3e du championnat du Panama sur route espoirs
- 2018
  - 2e étape de la Vuelta a Chiriquí (contre-la-montre par équipes)
- 2019
  - 2e du championnat du Panama du contre-la-montre espoirs
  - 2e du championnat du Panama sur route espoirs
- 2020
  - 3e du championnat du Panama sur route
- 2022
  - 3e du championnat du Panama sur route
- 2023
  -  Champion du Panama sur route

### Classements mondiaux
| Année            | 2018 | 2019 | 2020 | 2021 | 2022 |
| ---------------- | ---- | ---- | ---- | ---- | ---- |
| UCI America Tour | 401e | 170e | 91e  | 258e | 84e  |